# Celama platygona
Celama platygona är en fjärilsart som beskrevs av Oswald Beltram Lower 1897. Celama platygona ingår i släktet Celama och familjen trågspinnare. Inga underarter finns listade i Catalogue of Life.